# Вестфіорд
Вестфіорд (норв. Vestfjorden / Вестф'юрен) — фіорд Атлантичного океану на північному березі фюльке Нурланн у Норвегії. Має довжину 155 км і являє собою відкриту бухту в морі між Лофотенськими островами та материковою Норвегією північно-західніше Буде.
Вестфіорд бере свій початок у районі поблизу міста Нарвік і закінчується південно-західніше широким гирлом завширшки 80 км, що з боку океану обмежують острови Рестланнет (Røstlandet) та Верея (Værøya), а з боку континенту морський порт Буде з прилеглими територіями.